# II. Murszilisz hettita király
II. Murszilisz hettita király I. Szuppiluliumasz és Tavannanna fia. Korán elhalt bátyja, II. Arnuvandasz utódja. Annak ellenére, hogy Szuppiluliumasznak még két, nála idősebb fia is volt II. Arnuvandasz halála idején (Pijaszilisz és Telipinusz), gond nélkül vehette át a trónt.
Általános vélemény szerint a Hettita Birodalom legerősebb korszakának vezetője, annak ellenére, hogy Szíriában Egyiptom nagy területeket hódított el i. e. 1300 körül. Mégis ő volt az, aki először uralma alá vonta a teljes Anatóliát, legyőzve az ősi ellenséget, Arzavát és pacifikálva a hosszú ideje északról fenyegető kaszkákat. A hettita királyi hatalom ebben az időben vált a legerősebbé, a korábbi – szinte államszövetségi – államforma a territoriális királyságok között átalakult birodalommá. Ugyanakkor keleten épp az ellenkezője zajlott le a folyamatnak: az észak-szíriai városkirályságok és Asszíria nagy mértékben függetlenedtek Hattuszasz befolyása alól.
Uralkodásának ideje a különböző kronológiák szerint más és más, annyi bizonyos, hogy uralkodásának 7. éve megegyezik Horemheb egyiptomi király 16. uralkodási évével, vagyis Horemheb 9. évében lépett trónra. Ez a datálási párhuzam lehetőséget nyújt Asszíria és a szíriai városkirályságok keresztdatálására is.

## Neve
Neve több változatban maradt fenn. Leggyakrabban hettita írással mmu-ur-ši-li-iš vagy mmur-ši-dingirLIM. Ugariti szövegekben mmur-ši-li-iš, Luvi írással  URBS-li.

## Élete
Murszilisz váratlanul jutott trónra, miután egy éven belül elveszítette apját és bátyját is, felkészületlenül, tapasztalatlanul és fiatalon. A politikába valószínűleg csak bátyja uralkodása alatt, annak betegsége miatt került bele, és rögtön Arzavával és Kaszkával kellett háborúznia. Arnuvandasz halála után is Arzava, Kaszka és Ahhijava lázadásaival nézett szembe. Nem tudni, miért épp Murszilisz vált Arnuvandasz utódjává, hiszen idősebb rokonok voltak Kargamisban és Halpában is az alkirályi poszton. Nagyon nehéz helyzetben vette át az országot, így nem csoda, hogy a CTH#71 számú forrásban („AMA.DINGIR-LIM esete”) az istenek – mindenekelőtt Teszub viharisten – haragjának és bosszújának tulajdonítja az áldatlan állapotok kialakulását. E mű stílusát, szemléletét sokszor hasonlítják Jób könyvének hangulatához. Ugyanez a stílus az évkönyveiben is feltűnik.
Családi viszonyai viszonylag jól ismertek, bár uralkodásának kezdetén bizonytalanság van. Ekkor a tavannanna címet egy Mal-Nikal nevű királyné viselte, akiről nem tudjuk, hogy az anyakirályné, Nikalmal lehet, vagy pedig bátyja felesége, mivel már Arnuvandasz alatt is Mal-Nikalt említették Nagy Királyné címmel. Később Gasszulavijaszt említik „Nagy Királynéként”, aki így vagy nem vehette fel a címet, amíg anyósa élt, vagy Murszilisz második felesége volt. Tőle legalább három fiú született: Halpa-szulupisz, Muvatallisz és Hattuszilisz. Gasszulavijasz halála után feleségül vett egy Tanuhepa nevű nőt, aki később szintén nem adta át a Nagy Királyné címet Murszilisz utódja, Muvatallisz feleségének.
Életéről legfontosabb forrásunk egyik fiának felirata, a Hattuszilisz bocsánatkérése (CTH#81). Emellett azonban Murszilisztől is rengeteg írott forrás maradt fenn évkönyvek, szerződések és imák formájában.

## Uralkodása
A Hettita Birodalom szinte valamennyi potenciális ellenfele kihasználta a kettős trónváltást követő bizonytalanságot, és Murszilisz fiatalságából és tapasztalatlanságából következő vélhető gyengeséget. Ő maga íratta a Tízéves évkönyvébe e sorokat:

„Aki most a trónon ül (...) nem tudja, hogyan védje meg Hatti földjét és annak határait.”

A korábbi években Mitanni, majd Hatti árnyékában tengődő Asszíria is azonnal kihasználta a helyzetet, I. Assur-uballit személyében Assurban agilis király trónolt. Sőt Egyiptomban is erős katonakirály, Horemheb uralkodott, akit bár lefoglalt az Amarna-kor utáni belpolitikai rendezés, de az országot jelentősen megerősítette. A keleti határvidék kérdése az első években másodlagos volt, bátyja, Pijaszilisz (Szarri-Kuszuh) kargamisi királyságát Nuvanca, a királyi testőrség parancsnokának szekereseivel erősítette meg. Ezzel Assur-uballit lemondott támadási tervéről. Murszilisz így nyugat felé fordulhatott, ahol Manapa-Tarhuntasz, Szeha uralkodója pozícióját is meg kellett erősítenie.
Az első évben mindjárt a kaszkák egyik városkirálya, Turmitta uralkodója támadását kellett visszaverni. Murszilisz Szapinuvában gyűjtötte össze csapatait, majd Halila és Dudduszka települések kifosztásával és felgyújtásával válaszolt, erre azonban több más kaszka fejedelem is fellázadt. Az egyesült kaszka seregeket Murszilisz Turmitta mellett legyőzte, de nem pacifikálta teljesen a területet, a későbbiekben újabb kaszka támadások következtek.
Alsó-Hatti és Kargamis megerősítése vált szükségessé, mert az asszírok betörtek Észak-Szíriába. Ezután újra északra kellett vonulni, mivel Tipijasz fejedelme, Pihhunijasz megtagadta az adófizetést és katonaállítást. Fővárosának, Kathaidvasznak felgyújtása után Murszilisz foglyokkal és zsákmánnyal tért haza Hattuszaszba, de hamarosan vissza is indult Paccanasz és Nunnutasz üldözésére, amely Palhivasszasz város kifosztásával ért véget. A győztes hadjárat után Ankuvasz városába tért téli szállásra.
A harmadik év első felében Pijaszilisz egy Huvarszanasszasz és egy ismeretlen nevű város miatt csatározásokat kezdett Alsó-Hattiban. Az eseményeket arzavai támadás vezette be, megtámadták Alsó-Hattit, ahol Murszilisz bátyja, Szarri-Kuszuh (=Pijaszilisz) segítségével hadakoztak. A támadók Arzavába menekültek, és annak királya, Uhhaciti (Uḫḫa-ziti) megtagadta kiadásukat. Uhhacitinek azért volt lehetősége ellentmondani a hettita kívánságnak, mert épp ez időben szinte egész Anatólia nyugati felét vagy birtokolta, vagy szövetségben állt az itteni királyokkal. Így a korábbi hettita-szövetséges, Szeha királya Manapa-Tarhuntasz, Ahhijava királysága, Hapalla ura, Kuvalijasz, Millavanda is érdekszférájába tartozott, sőt Vilusza is, amely minden bizonnyal a Trója (Taruisza) által vezetett állam.
Ráadásképpen a kaszkák újra támadtak, ezúttal Iszhupitta városát ostromolták. Mire Murszilisz felvonult ellenük, fel is prédálták Palhvissza és Kucasztarina városokkal együtt. Murszilisz azonban győzelmet aratott Pihhunijasz ellen, és ekkor újra Arzava ellen fordulhatott.
Murszilisz szerencsés volt. A tízéves évkönyvének 17. verse elmeséli, hogy a Viharisten „ledobta villámát” Arzavára, és ledöntötte Uhhaciti seregét, lerombolta Apasza (Epheszosz) városát. Ezt az eseményt a kutatók annak a meteoritnak becsapódásaként értelmezik, amely később isteni kultuszban részesült Epheszoszban, és a Magna Mater kultusza bontakozott ki belőle. Mindenesetre Murszilisz az uralkodásának harmadik évében legyőzte a régi riválist, Arzavát.
A győzelem után Murszilisz Manapa-Tarhuntasz, a hűtlen szövetséges ellen indult, aki a hír hallatára azonnal felajánlotta az arzavai menekültek kiadását (teljes évkönyv, 4. szakasz). Murszilisz nem fogadta el az ajánlatot, mire Manapa-Tarhuntasz az öregeket, nőket és gyermekeket küldte ki városa elé, hogy könyörögjenek a vazallusi viszony elfogadásáért. Manapa-Tarhuntasz megmarad Szeha fejedelmének. Mindemellett Szeha fejedelme hamarosan Maszturi lett, aki Murszilisz testvérét, Masszanaucciszt vehette feleségül.
Az arzavai hadjáratok eredményeképp Hattuszasz egy évszázadra megszabadult a nyugati területek problémájától, hamarosan minden kis fejedelemség betagozódott az egységes Hettita Birodalomba. Murszilisz minden vazallus és szövetséges territóriumban hettita helyőrséget állomásoztatott.
Az arzavai hadjáratok történeti érdekessége, hogy ekkorról datálódik Vilusza fejedelmével, Alakszandusszal (Alakšanduš) kötött szerződése. Ez a név teljesen nyilvánvaló kapcsolatban van az Alexandrosz névvel, egyébként is figyelemre méltó módon a homéroszi trójai háborút kirobbantó Parisznak is van egy másik neve: Alexandrosz. E névazonosság nem jogosít fel önmagában semmilyen messzemenő következtetésre. Ez a név nem volt ritka, a mükénéi táblákon is található A-re-ka[sa-do-ro], illetve annak női párja, az A-re-ka-sa-da-ra. E névazonosság a homéroszi eposz (legalábbis az Iliasz) kulturális és történeti hátterének valós alapjaira mutat rá.
Murszilisz az ötödik és hatodik uralkodási évében is a kaszkákkal harcolt, többek közt visszafoglalta Szamuhát.

## Konfrontáció Egyiptommal

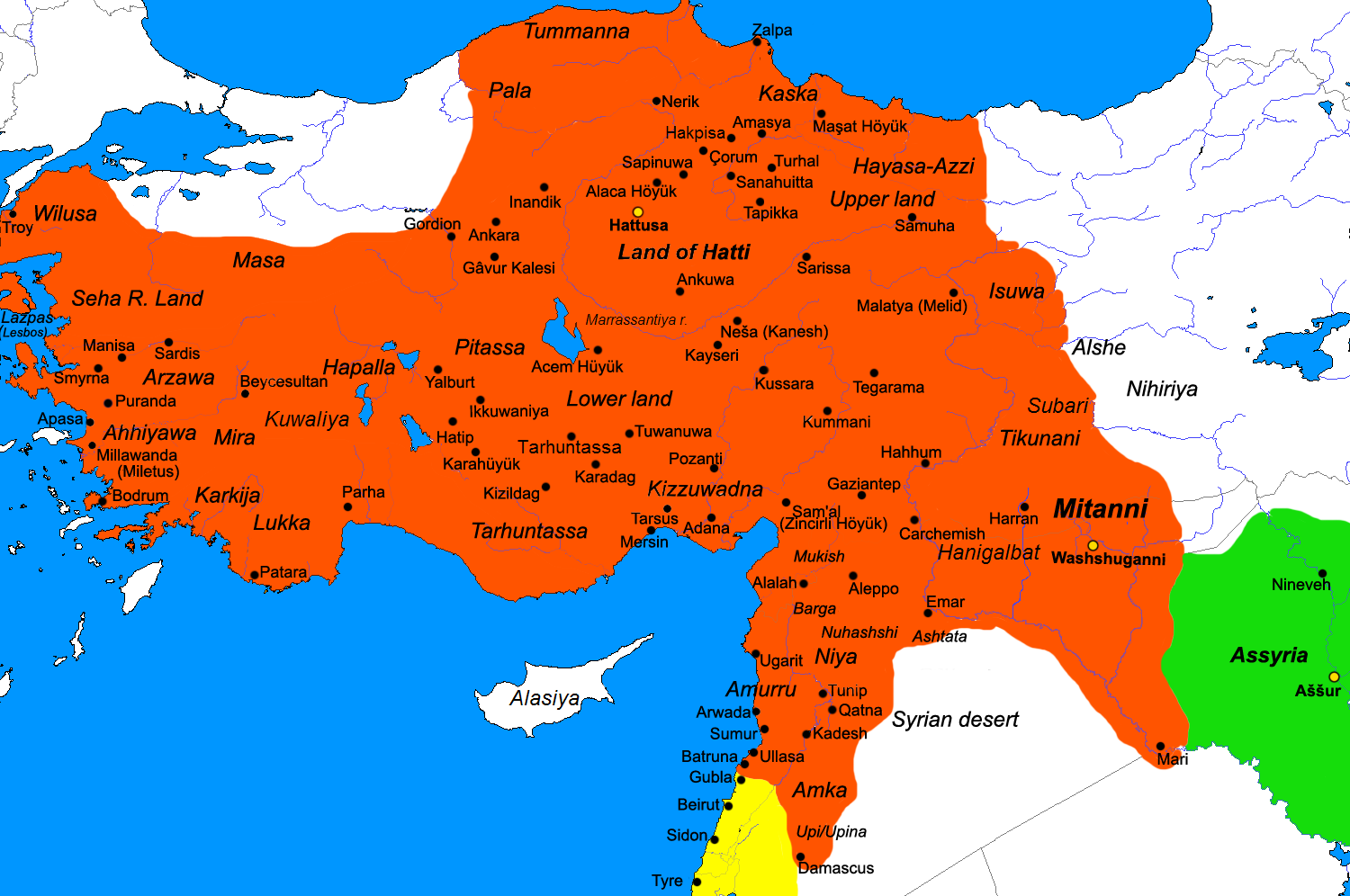
A Hettita Birodalom legnagyobb kiterjedése II. Murszilisz alatt

A hetedik év táblája erősen sérült, több helyen hiányos vagy értelmezhetetlen. Ez az első olyan év, amelyben Egyiptom szóba kerül. Az bizonyos, hogy egy Nuhasszi nevű fejedelem pálfordulásai vagy kétkulacsos politikája miatt majdnem háború tört ki Egyiptommal. Horemheb már megindította csapatait északra, de azok ismeretlen okból nem érkeztek meg Kargamis alá.
Az egyiptomi források alapján a hettiták támadták meg Amkát, mire Horemheb elfoglalta Kinzát (ismertebb nevén Kádes). Amurru viszont ismét hettita befolyás alá került. A konfliktus kimenetele a hettita forrásból hiányzik.
Murszilisz mindenesetre elhagyta a szíriai hadszínteret, mert a nyolcadik évtől kezdve megint több északi hadjáratot vezetett a kaszkák és Pala ellen. A kilencedik évében meghalt bátyja, Pijaszilisz (Szarri-Kuszuh), aki Kargamis fejedelmeként hűséges szövetségese volt, ezenkívül újra meggyűlt a baja Nuhasszival.

## Halála
Murszilisz öregségi betegségekben halt meg, nem tudni, pontosan mi volt a baja. Gyógyítására varázslatokkal is próbálkoztak, egy jósszöveg alapján Ahhijava és Lacpa (Leszbosz) istenei gyógyítják majd meg.

## Egykorú források
CTH = Hettita szövegek katalógusa
- CTH#57; A Pijaszilisz-szerződés
- CTH#61.I; Tíz év évkönyvei
- CTH#61.II; Teljes évkönyvek
- CTH#62; A Duppi-Tesub-szerződés, az amurrúi Duppi-Teszubbal kötött szerződés
- CTH#63 Barka bírósági irata
- CTH#63.b Duppi-Tesub és Barka, akkád és hettita verzió
- CTH#64 Ediktum Níkmepa megerősítéséről, szerződés Níkmepával Ugarit határairól (akkád)
- CTH#65 Ediktum az Ugarit és Szijannu közti konfliktusokról (akkád)
- CTH#66 újabb szerződés Níkmepával (akkád)
- CTH#67 Szerződés Hapalla uralkodójával, Targasznallival
- CTH#68 A Kupanta-Lamma-szerződés, Mira urával Kupanta-DLAMMA (Kupanta-Kuruntasz) és Kuvalijasszal
- CTH#69 Szerződés Manapa-Tarhuntasszal, Szeha fejedelmével
- CTH#70 Szöveg a Tavannanna-ügyről
- CTH#71 Szöveg az Istenek anyja-papnő ügyéről
- CTH#376.1 II. Murszilisz imája egy elődjéhez
- CTH#376.2 II. Murszilisz himnusza az arinnai Napistennőhöz
- CTH#377 II. Murszilisz himnusza Telipinuszhoz
- CTH#378 Első járványima
- CTH#379 Második járványima
- CTH#380 II. Murszilisz imája Lelvanihoz